# Lycosuchus
Lycosuchus ("lobo crocodilo") é um extinto gênero de therocephalideo carnívoro que viveu no final do Permiano, viveu por aproximadamente 20 milhões de anos.
Descoberto na África do Sul, foi nomeado pelo paleontólogo Robert Broom em 1903 e posteriormente, por ele atribuído a Therocephalia.

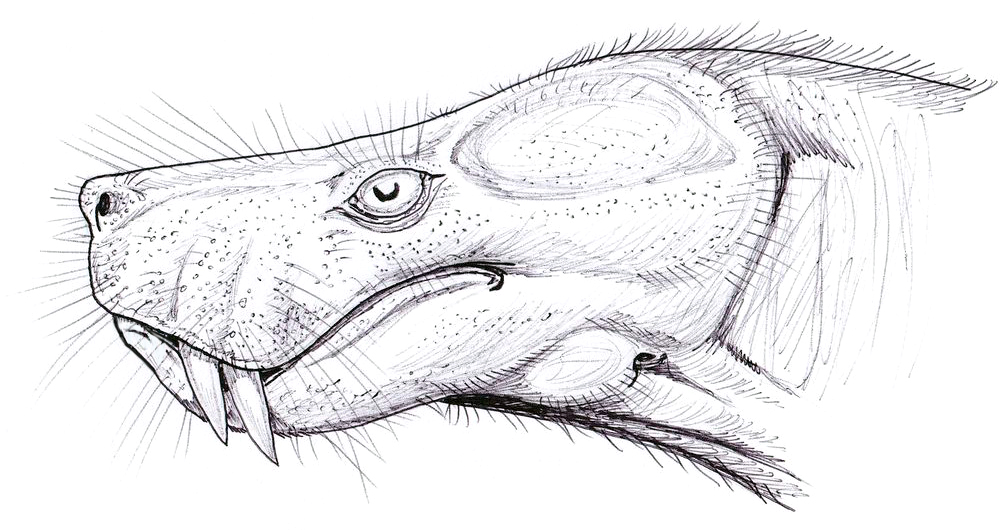
Ilustração da cabeça
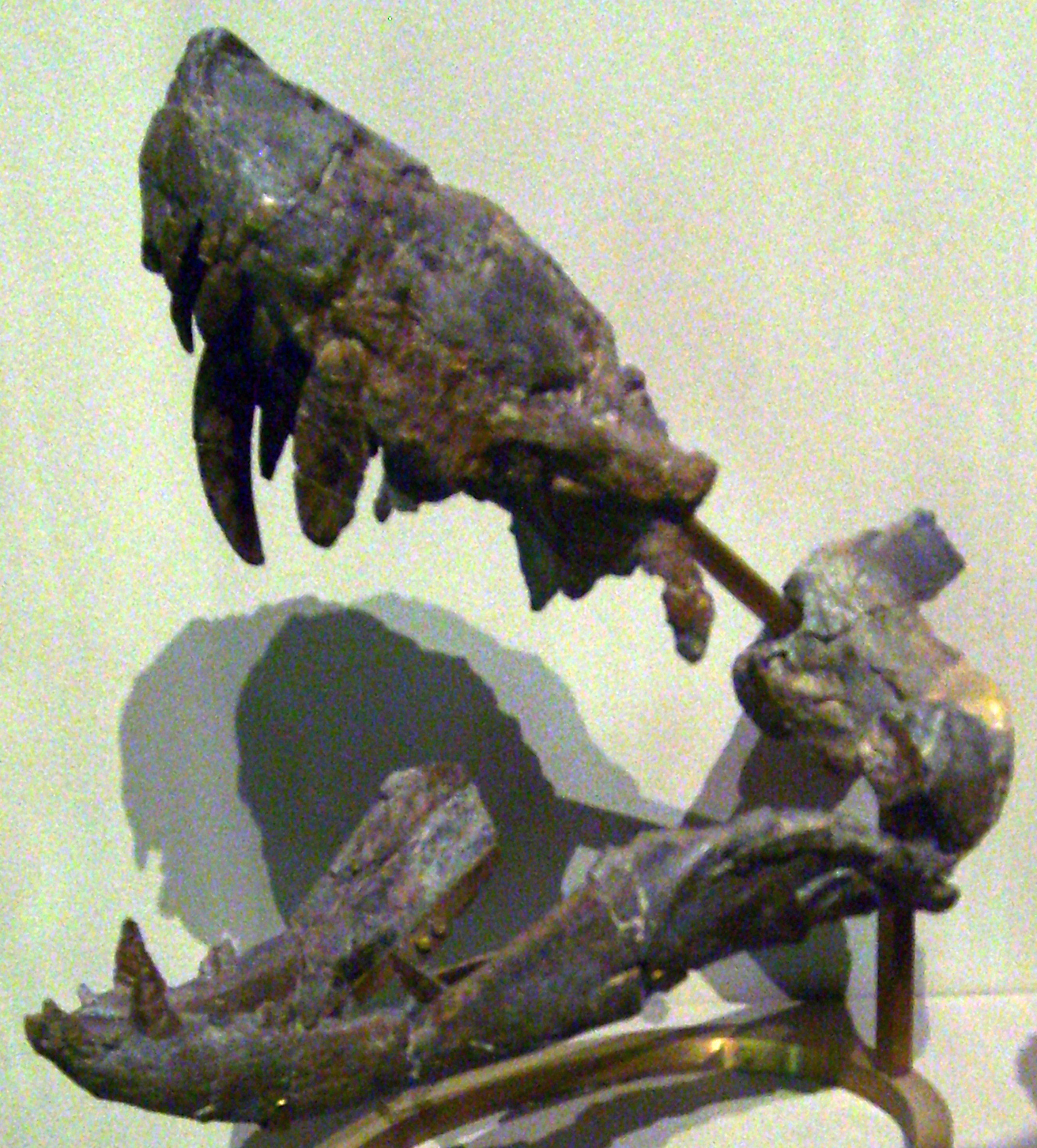
Lycosuchus Sp. Crânio no Museum für Naturkunde, Berlin